# Daniel Matthias Heinrich Mohr
Daniel Matthias Heinrich Mohr (* 8. April 1780 in Quickborn, Kreis Pinneberg, Schleswig-Holstein; † 26. August 1808 in Kiel) war ein deutscher Naturforscher. Sein offizielles botanisches Autorenkürzel lautet „D. Mohr“.

## Leben
Daniel Matthias Heinrich Mohr wurde als Sohn des Pastors Matthias Mohr (1743–1789) und dessen Ehefrau Christina Sophia Ulrica (1752–1785) geboren. Seine Großeltern waren väterlicherseits der Brauer und Brenner Matthias (Ties) Mohr und dessen Frau Elisabeth, mütterlicherseits der Kanzleirat und Hausvogt Sebastian Daniel Gerckens und dessen Frau Anna Margaretha. Heinrich, wie sein Rufname lautete, blieb unverheiratet.
Mit 19 Jahren begann er nach seiner Primanerzeit in Husum 1799 sein Studium in Kiel. 1801 wechselte er an die
Universität Göttingen. In Kiel hörte er die zoologischen Vorlesungen von Johann Christian Fabricius, in Göttingen die botanischen bei Heinrich Adolf Schrader (1767–1836). Nach Kiel zurückgekehrt, wurde er am 12. November 1803 mit einer Arbeit über Kryptogamen zum Dr. phil. promoviert und setzte seine Studien über Algen und Moose daraufhin fort. Er wurde 1805 Adjunkt der Philosophischen Fakultät der Christiana Albertina zu Kiel und am 20. März 1807 außerordentlicher Professor für Zoologie und Botanik. In Kiel traf er mit Friedrich Weber (1781–1823), dem Sohn des Arztes und Professors der Medizin Georg Heinrich Weber, zusammen. Im Botanischen Garten Kiel lernten sowohl Friedrich Weber als auch Heinrich Mohr botanische Grundlagen kennen. Friedrich wurde 1810, zwei Jahre nach Mohrs Tod, Aufseher des Botanischen Gartens.

## Ehrentaxon
Heinrich Mohr zu Ehren stellte der Linné-Schüler Olof Swartz 1806 die Gattung Mohria in der Farnfamilie Schizaeaceae auf.